# Masahiro Akimoto (fotbollsspelare)
Masahiro Akimoto (秋元 雅博 Akimoto Masahiro?), född 15 april 1979 i Oita prefektur, är en japansk före detta fotbollsspelare.
Akimoto började sin karriär 1998 i Sanfrecce Hiroshima. Han avslutade karriären 1999.